# Antirhea chinensis
Antirhea chinensis är en måreväxtart som först beskrevs av John George Champion och George Bentham, och fick sitt nu gällande namn av George Bentham, Joseph Dalton Hooker och Francis Blackwell Forbes. Antirhea chinensis ingår i släktet Antirhea och familjen måreväxter. Inga underarter finns listade i Catalogue of Life.